# Carmen Miranda
Carmen Miranda, all'anagrafe Maria do Carmo Miranda da Cunha (anche nota in Brasile come A Pequena Notável e negli Stati Uniti come The Brazilian Bombshell) (Marco de Canaveses, 9 febbraio 1909 – Los Angeles, 5 agosto 1955), è stata una cantante, attrice e ballerina portoghese naturalizzata brasiliana.
Cantante di radio e di locali notturni di Rio de Janeiro, Carmen Miranda registrò i suoi primi album negli anni trenta, diventando rapidamente l'interprete principale di grandi nomi del samba. Tra i suoi molti successi, alcuni classici della musica brasiliana come O que é que a baiana tem? di Dorival Caymmi e No tabuleiro da baiana di Ary Barroso. Negli anni quaranta si affermò a livello internazionale con la partecipazione a oltre una dozzina di film prodotti a Hollywood. Il successo la rese la donna più pagata negli Stati Uniti d'America nel 1945.
Icona della cultura popolare, esagerazione estetica e stereotipo, la sua figura venne evocata come simbolo della Tropicália nel Brasile negli anni sessanta, essendo presente nei testi di canzoni come Tropicália di Caetano Veloso. Dopo la morte, avvenuta nell'agosto 1955 a 46 anni, Miranda lasciò come eredità la sua immagine, tutt'oggi utilizzata in Brasile. Nel 1956 fu creato il Museo Carmen Miranda, ufficialmente inaugurato solo 20 anni più tardi dal governatore di Rio de Janeiro, Floriano Peixoto Faria Lima, il 5 agosto 1976.

## Biografia

### Origini
Nata in Portogallo, era la secondogenita di José Maria Pinto da Cunha (1887-1938) e Maria Emília Miranda (1886-1971). Si trasferì con la famiglia in Brasile, più precisamente a Rio de Janeiro, quando aveva un anno: a Rio nacquero gli altri suoi quattro fratelli e sorelle, Amaro (1912-1988), Cecilia (1913-2011), Aurora (1915-2005) e Oscar (1916-1998). Educata presso il convento di Santa Teresa del Bambin Gesù, Carmen cominciò a esibirsi come cantante e ballerina di samba nelle feste paesane. Nel 1925, a sedici anni, lavorò in un negozio di abbigliamento di Rio de Janeiro dove cominciò a realizzare cappelli e vestiti. Nel 1930, quando esordì come cantante professionista, provvedeva personalmente a disegnare e cucire i propri costumi.

### Il successo in Brasile
L'esordio sugli schermi brasiliani avvenne nel 1932 con O Carnaval Cantado no Rio, di Adhemar Gonzaga, che l'anno successivo firmò la direzione anche del secondo film, A Voz do Carnaval. Nel 1935 apparve come caratterista (assieme alla sorella Aurora) nella pellicola Alô, Alô, Brasil di João de Barro e Wallace Downey.
Quasi ogni suo film musicale ebbe come sfondo il Brasile e come tema il Carnevale. Nella sua ultima pellicola in patria, Banana da Terra (1939), Miranda fissò definitivamente lo stile che l'avrebbe consacrata. Nel numero musicale O Que é Que a Baiana Tem?, scritto da Dorival Caymmi, l'attrice apparve con l'abbigliamento "baiana" che diventerà presto famoso: turbanti, sandali platform e numerose collane e bracciali.
"Nei discorsi sulla musica popolare brasiliana Carmen era più un'assenza che un riferimento benché il suo travestitismo risultasse di primaria importanza per il Tropicalismo. Infatti, tanto l'universo urbano e notturno degli emarginati quanto i cambi di sesso clandestini o l'omosessualità e la bisessualità rientravano fra le tematiche del movimento, peculiari della seconda metà degli anni sessanta".

### La carriera a Hollywood
Protagonista di una carriera folgorante, Carmen seppe raggiungere una dimensione internazionale mai raggiunta da un artista brasiliano, prima in Argentina e in altri paesi dell'America Latina, e in seguito negli Stati Uniti d'America, in Europa e nel mondo. Negli Stati Uniti la sua carriera e la sua l'immagine acquisirono nuove connotazioni, fin dall'esordio a Broadway in spettacoli musicali nei grandi teatri e nei centri di intrattenimento. Il 29 maggio 1939 recitò nella rivista musicale The Street of Paris con Abbott & Costello a Boston, e poi approdò a Broadway con grande successo.
Nel 1940 intraprese la carriera cinematografica in America, con la 20th Century Fox e l'esordio nel film Notti argentine. Sul palco e nei film continuò a essere accompagnata dal gruppo musicale Bando da Lua e da José Oliveira. Grazie alle sue apparizioni in Una notte a Rio (1941), Tre settimane d'amore (1941), In montagna sarò tua (1942), si affermò negli USA e diventò una star internazionale.
Volto solare e sempre sorridente, movenze conturbanti, voce suadente e seduttiva, Carmen Miranda conquistò rapidamente spettatori e critici cinematografici e le sue canzoni scalarono le classifiche statunitensi. In breve la sua popolarità crebbe a dismisura, producendo una sorta di “mirandamania”, ancora oggi comprensibile vista la carica di allegria ed eccentricità (fu la maggior ispiratrice dello stile drag queen).

### Morte

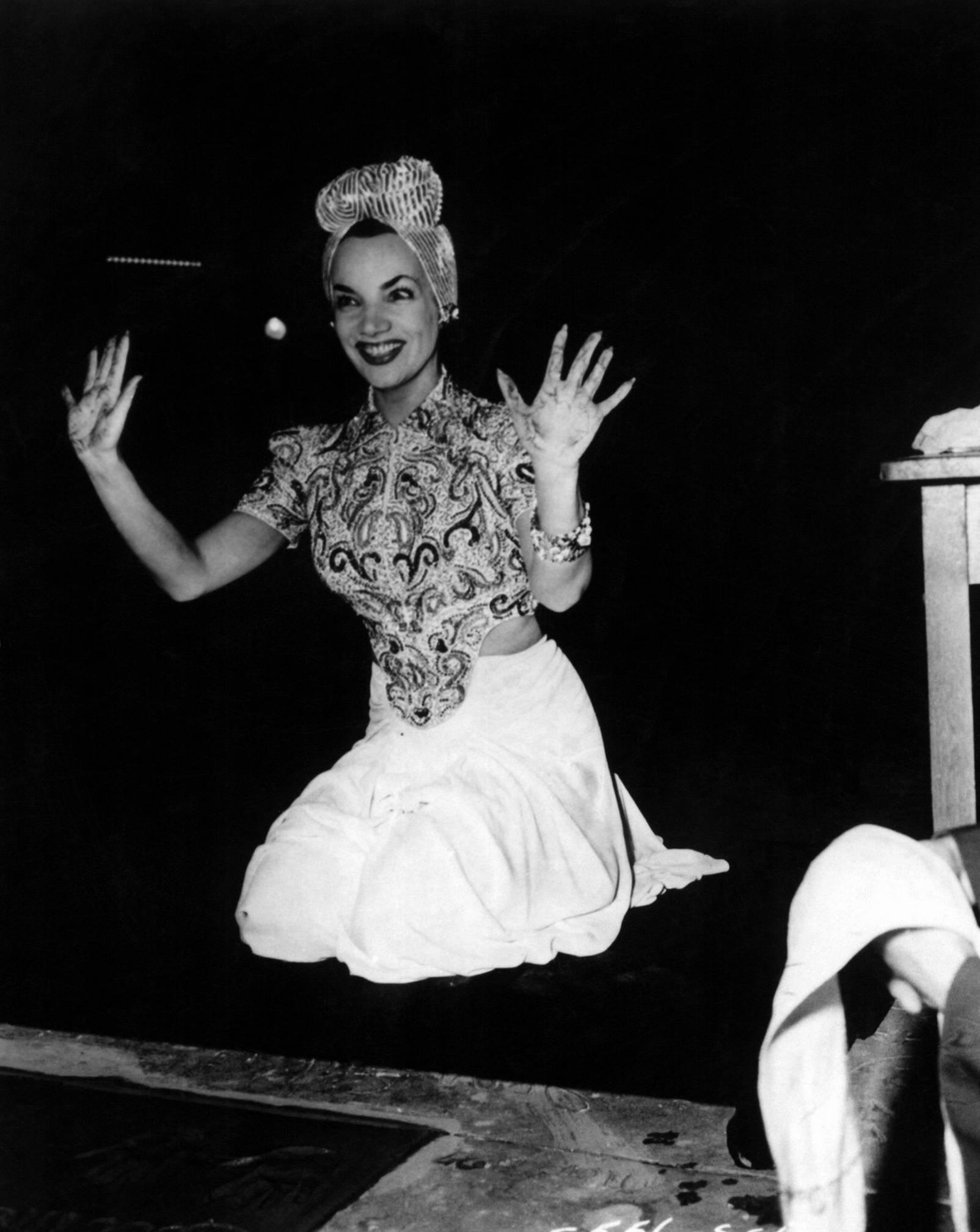
Carmen Miranda alla cerimonia al Chinese Theatre nel 1941

Il 4 agosto 1955 fu invitata a girare uno sketch per il programma The Jimmy Durante Show, in onda sul canale statunitense NBC. Secondo Jimmy Durante, l'attrice si sarebbe lamentata di un malessere poco prima dell'avvio della registrazione e, nonostante l'offerta del conduttore di non cominciare, la Miranda decise di girare comunque.
Al termine di un numero che comprendeva danza e canto, la cantante cadde sulle ginocchia e disse: «Sono rimasta senza fiato!»;, le riprese continuarono. La registrazione dello show finì intorno alle 23, e 5 ore dopo morì. Fu ritrovata nella sua casa di Beverly Hills la mattina del 5 agosto, deceduta per un attacco cardiaco riconducibile al consumo di alcol, tabacco, anfetamine e barbiturici negli ultimi anni.
Jimmy Durante dichiarò che, al termine della giornata di lavoro, «Carmen sembrava felice». La puntata fu messa in onda due mesi dopo la sua morte.

## Vita privata
Il 17 marzo 1947 sposò lo statunitense David Alfred Sebastian, nato a Detroit il 23 novembre 1908, matrimonio considerato dai biografi come l'inizio del suo declino: andò in crisi già nei primi mesi, a causa della gelosia eccessiva, dei violenti litigi e dei tradimenti del marito. Secondo alcuni, Sebastian le avrebbe morso il lobo dell’orecchio, motivo per cui la cantante quando si esibiva portava sempre un turbante.
Carmen Miranda rimase incinta nel 1948, ma subì un aborto spontaneo dopo uno show in televisione; non poté più avere figli, circostanza che aggravò le sue crisi depressive e la spinse all'abuso di alcol e farmaci sedativi.

## Retaggio culturale
- Nel 1987 è citata in Radio Days di Woody Allen fra le leggende radiofoniche americane degli anni 30 e 40
- Considerata la precorritrice del tropicalismo in Brasile, il movimento culturale del 1960[6], in suo onore venne inaugurato nel 1976 un museo a lei dedicato a Rio de Janeiro, mentre nel 1998 fu intitolata in suo onore una piazza di Hollywood chiamata Carmen Miranda Square
- Sebbene le analogie tra l'attrice e il personaggio siano minori, i creatori originari del personaggio di Carmen Sandiego, una ladra dal forte codice morale che si dedica a rubare oggetti in tutto il mondo, il cui franchise divenne un cult negli anni '80 e '90, dichiararono che il nome del personaggio principale era un doveroso tributo.
- Il repertorio di Carmen Miranda è stato ripreso in un apposito cd dalla cantante italiana Stefania Cento.

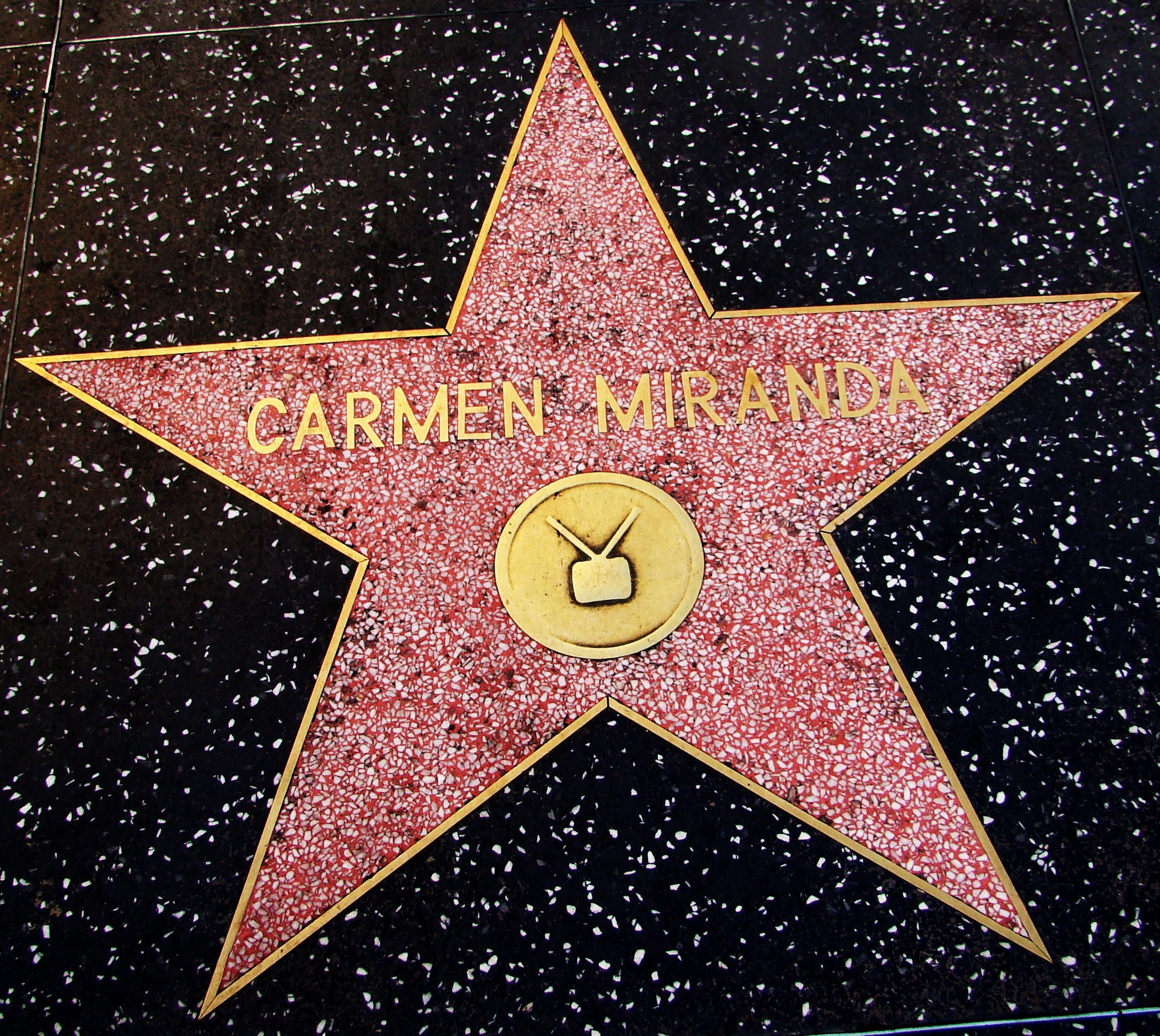
La stella di Carmen Miranda in Hollywood Walk of Fame

- La fotografa Natacha Lesueur ha dedicato il lavoro Exotic tragédie a Carmen Miranda, in cui viene stigmatizzata l'immagine caricaturale che l'industria di Hollywood costruì intorno alla soubrette, restituendo nelle foto dell'attrice uno spessore negatole dallo star system.[7]

## Filmografia
- Degraus da Vida, regia di Lourival Agra (1930)
- Alô, Alô, Brasil, regia di João de Barro, Wallace Downey (1935)
- Estudantes, regia di Wallace Downey (1935)
- Alô Alô Carnaval, regia di Adhemar Gonzaga (1936)
- Banana-da-Terra, regia di Ruy Costa (1939)
- Laranja-da-China, regia di Ruy Costa (1940)
- Notti argentine (Down Argentine Way), regia di Irving Cummings (1940)
- Tre settimane d'amore (Weekend in Havana), regia di Walter Lang (1941)
- Una notte a Rio (That Night in Rio), regia di Irving Cummings (1941)
- In montagna sarò tua (Springtime in the Rockies), regia di Irving Cummings (1942)
- Banana Split (The Gang's All Here), regia di Busby Berkeley (1943)
- Four Jills in a Jeep, regia di William A. Seiter (1944)
- Samba d'amore (Greenwich Village), regia di Walter Lang (1944)
- Something for the Boys, regia di Lewis Seiler (1944)
- Doll Face, regia di Lewis Seiler (1945)
- If I'm Lucky, regia di Lewis Seiler (1946)
- Copacabana, regia di Alfred E. Green (1947)
- Così sono le donne (A Date with Judy), regia di Richard Thorpe (1948)
- Nancy va a Rio (Nancy Goes to Rio), regia di Robert Z. Leonard (1950)
- Morti di paura (Scared Stiff), regia di George Marshall (1953)

## Doppiatrici italiane
- Tina Lattanzi in In montagna sarò tua, Copacabana, Morti di paura
- Franca Dominici in Così sono le donne

## Onorificenze
Carmen Miranda fu la prima latinoamericana a essere invitata ad apporre l'impronta delle mani e dei piedi sul cemento del cortile del Chinese Theatre nel 1941 e a essere onorata con una stella sulla Hollywood Walk of Fame.
Nel 2011 negli USA fu emesso il francobollo "Carmen Miranda Forever".